# Petronila da Aquitânia
Petronila da Aquitânia (c. 1125 — após 24 de outubro de 1151) era filha de Guilherme X da Aquitânia e Aenor de Châtellerault. Era irmã de Leonor da Aquitânia, rainha consorte da França e Inglaterra. Também era conhecida por Alix (ou Aelith em occitano) e Petronille; tipicamente, é citada como Alix após seu casamento, enquanto que Petronille parece ter sido seu nome de infância (assim ela é citada no testamento do pai).

## Biografia
Petronila acompanhou a irmã à corte francesa, onde conheceu o já casado conde Raul I de Vermandois, primo do cunhado dela, Luís VII da França. Raul repudiou a esposa e casou-se com Petronila, sendo ambos excomungados pelo papa. O Papa Inocêncio II prometeu revogar a excomunhão, mas voltou atrás em 1143. Irromperam hostilidades e Luís VII incendiou Vitry infamemente. Finalmente, o papa morreu e seu sucessor, Papa Celestino II revogou a excomunhão no Conselho de Reims, em 1148. Todavia, Petronila e Raul se divorciaram em 1151, e ele tornou a se casar no ano seguinte. Juntos, tiveram três filhos:
- Raul II, conde de Vermandois e Valois (1145 - 1167), desposou Margarete de Lorraine, posteriormente condessa de Flanders. Morreu de lepra.
- Isabel de Vermandois (1143 - 1183), suo jure condessa de Vermandois, esposa de Filipe da Alsácia.
- Leonor de Vermandois (1148/49 - 1213), suo jure condessa de Vermandois, foi casada quatro vezes.

Petronila morreu em 1151 e foi enterrada na Abadia de São Arnaldo, em Crépy-en-Valois, em Oise.

## Na ficção e na literatura
Petronila é retratada nas seguintes obras literárias:
- Eleanor Crown Jewel of Aquitaine: France, 1136, da autora Kristiana Gregory, onde é mencionada como Petronila e às vezes, apenas como Petra no diário da irmã;
- The Captive Queen, de Alison Weir, onde é retratada como uma alcoólatra;
- The Secret Eleanor, de Cecilia Holland, escrito em 2010;
- The Summer Queen, livro de Elizabeth Chadwick.